# Aversi Sogn
Aversi Sogn 

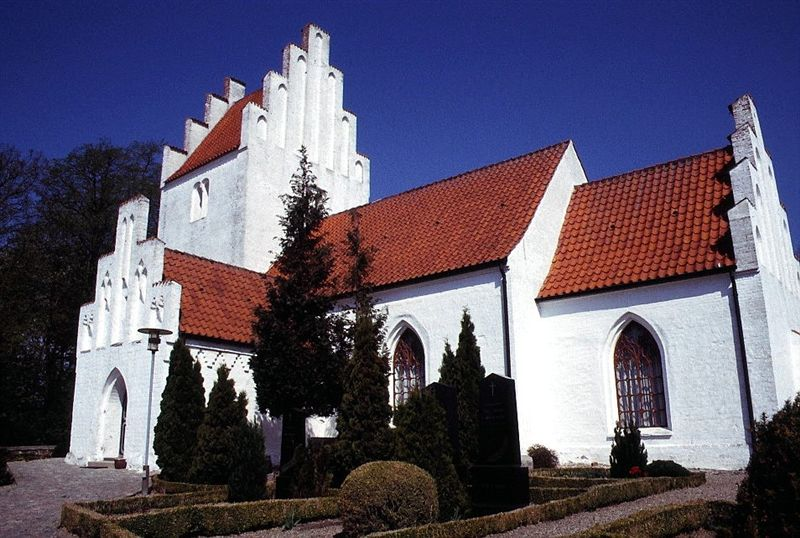
Aversi Kirke

ist eine Kirchspielsgemeinde (dän.: Sogn)
auf der Insel Sjælland im südlichen Dänemark.
Bis 1970 gehörte sie zur Harde Tybjerg Herred im damaligen Præstø Amt, danach zur Suså Kommune im Storstrøms Amt, die im Zuge der  Kommunalreform zum 1. Januar 2007 in der Næstved Kommune in der Region Sjælland aufgegangen ist.
Im Kirchspiel leben 166 Einwohner (Stand: 1. Januar 2023).
Im Kirchspiel liegt die Kirche „Aversi Kirke“.
Nachbargemeinde ist im Westen Tybjerg Sogn, ferner in der nördlich benachbarten Ringsted Kommune Sneslev Sogn und in der östlich benachbarten Faxe Kommune im Nordosten Øde Førslev Sogn und im Südosten Teestrup Sogn.